# جيفري ساربونغ
جيفري ساربونغ (بالهولندية: Jeffrey Sarpong)‏ (3 أغسطس 1988 بأمستردام في هولندا - ) هو لاعب كرة قدم هولندي في مركز الوسط. شارك مع منتخب هولندا تحت 21 سنة لكرة القدم. أما مع النوادي، فقد لعب مع أياكس أمستردام وإن إي سي نيميخن وريال سوسيداد ونادي إيركوليس ونادي ويلينغتون فينيكس وناك بريدا.

## وصلات خارجية
- جيفري ساربونغ على موقع الاتحاد الدولي (مؤرشف)  (الإنجليزية)
- جيفري ساربونغ على موقع الاتحاد الأوربي (الإنجليزية)
- جيفري ساربونغ على موقع اتحاد تركيا (لاعب) (الإنجليزية)
- جيفري ساربونغ على موقع قاعدة بيانات كرة القدم.إي يو (الإنجليزية)
- جيفري ساربونغ على موقع بيانات كرة القدم. دي إي (الألمانية)
- جيفري ساربونغ على موقع Soccerway.com (الإنجليزية)
- جيفري ساربونغ على موقع عالم كرة القدم.نت (الإنجليزية)